# مینا دو
مینا دو (به لاتین: Mina Do) یک منطقهٔ مسکونی در افغانستان است که در ولایت بدخشان واقع شده‌است. مینا دو ۲٬۳۴۷٫۹ متر بالاتر از سطح دریا واقع شده‌است.